# 日日薬
日日薬（ひにちぐすり）は関西の方言からの言葉。

## 概要
月日が経つということが薬の代わりになるということ。
京都や大阪や兵庫の方言の辞典でこの言葉が見られる。病気や怪我をしていても薬を用いないで、じっと我慢をしていることで治るようなことと意味されている。
関西では医者が診た場合に薬を出さないで、その症状に対して日にち薬やねと言うことがある。
日にち薬は病院で診てもらうような症状だけでなく、心の傷などにも効果がある。心の傷への日にち薬を効きやすくするには、周囲の人々の思いやりが重要である。
神戸女子大学教授によると、月日が経つことが薬のように癒してくれるという発想は日本全国で使われる言い回しだろうが、この『日にち薬』という言葉は関西の方言であるとのこと。
この言葉は2008年からの『三省堂国語辞典第6版』に新たに収録されており方言には留まっていない。
2018年に放送されたNHK連続テレビ小説のワンシーンでは、妻を亡くした男性に風吹ジュンが日にち薬だよと語る場面がある。